# Molophilus trianguliferus
Molophilus trianguliferus är en tvåvingeart som beskrevs av Alexander 1927. Molophilus trianguliferus ingår i släktet Molophilus och familjen småharkrankar. Inga underarter finns listade i Catalogue of Life.